# Pedro Mario Álvarez
Pedro Mario Álvarez Abrante est un footballeur espagnol né le 2 février 1982 à Tenerife, qui évolue au poste de stoppeur pour l'Atlético San Luis.

## Carrière
- 1999-2001 :  Atlético de Madrid
- 2001-2006 :  Real Valladolid
- 2003-2004 :  FC Barcelone (prêt)
- 2006-2007 :  Recreativo de Huelva
- 2007-2011 :  Getafe CF
- 2011-2013 :  Bétis Séville
- depuis 2013 :  FK Bakou[1],[2]